# 光仙寺
光仙寺（こうせんじ）は、徳島県徳島市に位置する寺院である。阿波秩父観音霊場32番札所。徳島七福神霊場・毘沙門天。山号は無量山。宗派は真言宗御室派。

## 概要
眉山麓に位置し、新しい山門は板塀で毘沙門堂を結ぶ。毘沙門堂は近代的で床下が車庫に成り寄せ棟の御堂である。

## 前後の札所
阿波秩父観音霊場
31 清水寺 ---- 32 光仙寺 ---- 33 圓福寺

## 交通
- JR二軒屋駅から徒歩約17分。